# پارک ملی مینامی آلپ
پارک ملی می‌نامی آلپ (به لاتین: Minami Alps National Park) یک پارک ملی و منطقهٔ مسکونی در ژاپن است که در central Honshū, Japan واقع شده‌است.